# Geledi
Geledi són un clan somali que viu predominantment als voltants de la ciutat d'Afgooye. Són un subclan dels Rahanweyn i van dirigir el sultanat de Geledi a finals del segle XVII i principis del Segle XX.
Viuen principalment a la vall del Shebelle. La seva capital històrica és Afgooye a uns 30 km a l'oest de Mogadiscio.

## Història
Orígens
El poble Geledi, com els altres Rahanweyn, és de veritable estirp somali i, com els Darod, afirma que el llinatge àrab era un fenomen. Es diu que Aw Kalafow, descendent d'Omar, va ser el primer a utilitzar el títol de Garad.
Els Geledi i els seus aliats de Wacdaan estaven sota el domini de Ajuran del subclan Silcis. L'avi d'Ibrahim Adeer era un general d'Ajuran que va infligir una gran derrota en envair Oromo a Lafagaale. Després del debilitament dels Ajuran, les dues rebel·lions notables van venir dels Geledi i Hiraab amb Ibrahim Adeer esculpint el seu propi sultanat i derrotant els Silcis.